# Barnett Parker

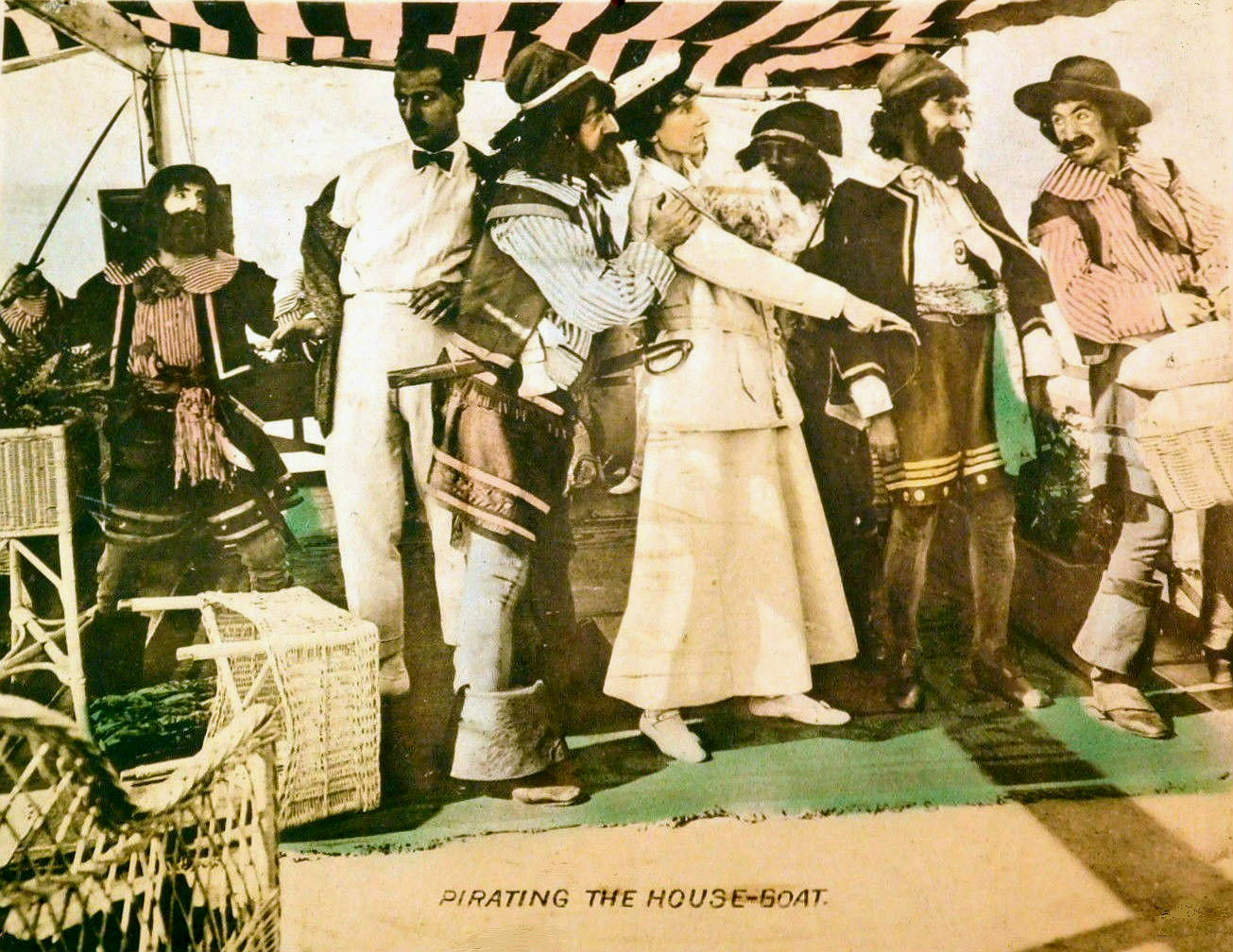
Barnett Parker in der Mitte in weiß gekleidet

Barnett Parker (* 11. September 1886 in Yorkshire; † 5. August 1941 in Los Angeles, Kalifornien) war ein englischer Schauspieler.

## Leben
Barnett Parker wurde 1886 in Yorkshire geboren. Er starb an den Folgen von mehreren Herzinfarkten und hinterließ zwei Schwestern. Von 1915 bis zu seinem Tod war er in mehr als 50 Filmproduktionen zu sehen.

## Filmografie
- 1916: The Flight of the Duchess
- 1916: The Traffic Cop
- 1916: Prudence the Pirate
- 1920: The Misleading Lady
- 1936: Mr. Deeds Goes to Town
- 1936: Roaming Lady
- 1936: The King Steps Out
- 1936: Der General starb im Morgengrauen (The General Died at Dawn)
- 1936: The President’s Mystery
- 1936: Adventure in Manhattan
- 1936: Libeled Lady
- 1936: A Woman Rebels
- 1936: Born to Dance
- 1937: We Who Are About to Die
- 1937: Dangerous Number
- 1937: When You’re in Love
- 1937: The Last of Mrs. Cheyney
- 1937: Espionage
- 1937: Ready, Willing and Able
- 1937: Der Mann mit dem Kuckuck (Personal Property)
- 1937: Married Before Breakfast
- 1937: Finale in St. Petersburg (The Emperor’s Candlesticks)
- 1937: Wake Up and Live
- 1937: Broadway Melody of 1938
- 1937: Double Wedding
- 1937: Live, Love and Learn
- 1937: Seekadetten (Navy Blue and Gold)
- 1938: Love Is a Headache
- 1938: Charleston-Girls (Sally, Irene and Mary)
- 1938: Hold That Kiss
- 1938: Marie-Antoinette
- 1938: Listen, Darling
- 1938: The Girl Downstairs
- 1939: She Married a Cop
- 1939: Hotel for Women
- 1939: Babes in Arms
- 1939: Die Marx Brothers im Zirkus (At the Circus)
- 1940: He Married His Wife
- 1940: If I Had My Way
- 1940: La Conga Nights
- 1940: Hit Parade of 1941
- 1940: Hullabaloo
- 1940: One Night in the Tropics
- 1940: Love Thy Neighbor
- 1941: Die Unvollendete (New Wine)
- 1941: The Reluctant Dragon
- 1941: Tall, Dark and Handsome
- 1941: A Man Betrayed
- 1941: Kisses for Breakfast
- 1941: The Great Awakening